# Романчук Анатолій Олександрович
Анатолій Олександрович Романчук (15 жовтня 1944, село Хижевичі, тепер село Хижовіце, Люблінське воєводство, Республіка Польща — 12 червня 2023, місто Луцьк) — український радянський діяч, токар Луцького автомобільного заводу Волинської області. Депутат Верховної Ради УРСР 8—10-го скликань.

## Біографія
Освіта середня.
З 1960 року — робітник, слюсар, учень токаря, токар машинобудівного заводу.
У 1963—1967 роках — служба в Радянській армії.
З 1967 року — токар, бригадир токарів Луцького автомобільного заводу Волинської області.
Член КПРС з 1971 по 1991 рік.
Потім — на пенсії в місті Луцьку.
Помер 12 червня 2023 року в місті Луцьку. Похований на цвинтарі села Липини Луцького району Волинської області.

## Нагороди
- орден Трудової Слави ІІІ ст.
- ордени
- медалі